# سفارة أوكرانيا في بلغاريا
سفارة أوكرانيا في بلغاريا هي أرفع تمثيل دبلوماسي لدولة أوكرانيا لدى بلغاريا. تقع السفارة في صوفيا وهي تهدف لتعزيز المصالح الأوكرانية في بلغاريا.

## وصلات خارجية
- الموقع الرسمي
- قائمة سفارات أوكرانيا
- قائمة السفارات في بلغاريا